# 桜岡あつこ
桜岡 あつこ（さくらおか あつこ、1月21日 - ）は、日本の女優、声優。茨城県出身。懸樋プロダクション所属。

## 経歴
高校演劇で活動後、立教大学文学部日本文学科に入学し、学内劇団「テアトルジュンヌ」で活動。大学卒業後に疾風DO党（Dotoo!の前身）に参加し、2017年までDotoo!の公演全てに出演した。他劇団の客演にも参加している。

## 人物
ナレーションは優しさとクールさを兼ね備えた低音で深い響きのあるテイスト、とされている。
特技は水泳、編み物。

## 出演作品

### テレビドラマ
- 相棒 Season5 第9話「殺人ワインセラー」（2006年12月6日）ワイン記者･若月 役
- 親子弁護士の探偵帖
- 京都南署鑑識ファイル（桂美保子）
- 百鬼夜行抄（長沼智恵）
- モンスターペアレント（学年主任）
- ゆうれい、貸します〜お染・恋の七変化〜（女中）

### 吹き替え

#### 映画
- 愛すべき夫妻の秘密（晩年のマデリン・ピュー〈リンダ・ラヴィン〉）
- アウトロー・キング スコットランドの英雄 ※Netflix版
- アド・アストラ（ヴォーゲル副将軍〈リサ・ゲイ・ハミルトン〉）
- アポストル 復讐の掟
- オードリー・ヘプバーン（クレア・ウェイト・ケラー〈本人〉[3]）
- ガーディアンズ・オブ・ギャラクシー:VOLUME 3[4]
- コスメティック・ウォー わたしたちがBOOSよ!（シドニー〈ジェニファー・クーリッジ〉）
- 殺人狂時代（リディア・フローレイ）
- ザ・レッド・テント（ラケル〈モリーナ・バッカリン〉）
- サンゲリア（2022年、ポーラ・メナード夫人[5]）※BD版
- STUBER/ストゥーバー（アンジー・マックヘンリー〈ミラ・ソルヴィノ〉）
- スノーデン（ローラ・ポイトラス〈メリッサ・レオ〉）
- スプリー（ロンドン〈ミーシャ・バートン〉[6]）
- ナイブズ・アウト: グラス・オニオン[7]
- ハウス・オブ・グッチ（シルヴァーナ・レッジャーニ〈アレクシア・マレー〉[8]）
- ハングマン（ワトソン警部〈サラ・シャヒ〉）
- マーダー・ミステリー
- マイル22（ヴェラ・クラーギナ〈ナターシャ・グブスカヤ〉）
- ロケッティア（ルシール、ハーリー）
- ワウンズ: 呪われたメッセージ

#### ドラマ
- 愛の不時着（マ・ヨンエ〈キム・ジョンナン〉）
- Away -遠く離れて-
- Empire 成功の代償（キャンディス〈ヴィヴィカ・A・フォックス〉
- エレメンタリー7 ホームズ&ワトソン in NY ザ・ファイナル
- オルタード・カーボン（シーラ）
- キャッスル 〜ミステリー作家は事件がお好き シーズン8（リタ〈アン・キューザック〉）
- KILLJOYS/銀河の賞金ハンター（デル・セイア・ケンドリー〈メイコ・ニュイエン〉）
- サイコだけど大丈夫（カン・スンドク〈キム・ミギョン〉）
- The Sinner -隠された理由-（（シャロン、マーガレット〈レベッカ・ウィソッキー〉）
- SUITS/スーツ シーズン4（エヴァン・スミス〈トリシア・ヘルファー〉）
- ダイエットランド（ヴェリーナ・バプティスト〈ロビン・ワイガード〉）
- 高い城の男（ヘレン〈チェラー・ホースダル〉）
- ドクターズ〜恋する気持ち（ジヨン〈ユン・ハエヤング〉）
- ボーイフレンド（キム・ファジン〈チャ・ファヨン〉）
- ボディガード -守るべきもの-（ロレイン・クラドック〈ピッパ・ヘイウッド〉）
- MR. ROBOT/ミスター・ロボット（ナイヤル〈サキナ・ジャフリー〉）

#### テレビ番組
- ソーイング・ビー
- プロジェクト・ランウェイ シーズン17（レネー・ヒル）

#### アニメ
- ウィッシュ・ドラゴン
- FはFamilyのF（マリー、娼婦 他）
- ストレッチ・アームストロング&フレックス・ファイターズ（ドクタークレオ）
- チップとポテト（ミセスダズル 他）
- トムとジェリー

### テレビアニメ
- とんでもスキルで異世界放浪メシ（2023年、服屋の店長[9]）
- 魔都精兵のスレイブ（2024年、日本の女性総理[9]）
- LAZARUS ラザロ（2025年、信者[10]）
- 謎解きはディナーのあとで（2025年、笹野祥子[11]）
- アン・シャーリー（2025年、ホワイト老婦人[12]）

### 劇場アニメ
- 機動戦士ガンダム 閃光のハサウェイ（2021年、中年の女）
- 窓ぎわのトットちゃん（2023年、小林先生の妻）

### Webアニメ
- サイバーパンク エッジランナーズ（2022年、AI教師）

### ゲーム
- モンスターハンターワイルズ（2025年、族長[13]）

### ナレーション
- 額縁をくぐって物語の中へ（ナレーション、声の出演 他）
- コレ考えた人、天才じゃね!? 〜今すぐ役立つ生活の知恵、集めました〜

### ラジオドラマ
- Back to the坊ちゃん（マドンナ）
- 青春アドベンチャー クリスマスの幽霊（ローズおばさん 他）

### 舞台
- かげぜん（トシ子）